# Marek Jankulovski
Marek Jankulovski (Ostrava, 9 maggio 1977) è un dirigente sportivo ed ex calciatore ceco di origini macedoni, di ruolo difensore o centrocampista.

## Biografia
Nato a Ostrava, all'epoca in Cecoslovacchia, da padre jugoslavo proveniente dalla Macedonia, Jankulovski è sposato con Jana e ha due figlie, Karolína e Kristýna.
Come altri ex giocatori, dopo il ritiro è entrato a far parte del progetto "Wine of the Champions" di Fabio Cordella per la produzione di vino con il suo nome.

## Caratteristiche tecniche
Jankulovski poteva essere schierato sulla fascia sinistra sia a centrocampo, sia in difesa. Era abile nella corsa e nel cross per i compagni ed era in possesso di un buon tiro dalla distanza con il suo piede naturale, il sinistro.

## Carriera

### Club

#### Baník Ostrava
Nato ad Ostrava, gioca fin da giovane nella squadra cittadina, il Baník. Nel 1994 entra nella prima squadra e la stagione si conclude con un terzo posto in campionato. Tra il 1995 e il 1997 Jankulovski rimane nella squadra ceca, concludendo i tornei al centro della graduatoria. Nella stagione 1997-1998 la squadra giunge al quarto posto nella Gambrinus Liga. Rimane ad Ostrava fino al 2000, quando viene notato dal Napoli e si trasferisce quindi in Italia. In totale con la squadra ceca disputa 110 partite in campionato.

#### Napoli e Udinese
Nel 2000 il Napoli, su indicazione dell'allenatore Zdeněk Zeman, lo preleva dal Baník Ostrava. Nella prima stagione in Serie A, rientrato dal torneo di calcio della XXVII Olimpiade, esordisce il 1 novembre 2000 in Lecce-Napoli 1-1. Nella stessa stagione segna anche 3 gol, il primo dei quali il 5 novembre in Napoli-Vicenza 1-2. Il Napoli a fine campionato retrocede in Serie B e ricomincia una nuova stagione con il tecnico Luigi De Canio, il quale permette al giovane Jankulovski di mettersi in luce sin dall'inizio. Durante il periodo al Napoli, Jankulovski percepisce uno stipendio di 130000 € all'anno.
Dopo un anno e mezzo in Campania, nel febbraio 2002 viene acquistato per 3,5 milioni di euro dall'Udinese, che lo lascia in prestito al Napoli fino alla fine della stagione. A Udine si consacra giocatore di grande talento, diventando subito elemento chiave della squadra con cui gioca 104 partite e segna 17 gol. Con la maglia dell'Udinese esordisce anche nelle competizioni UEFA per club disputando 4 partite in Coppa UEFA.

#### Milan

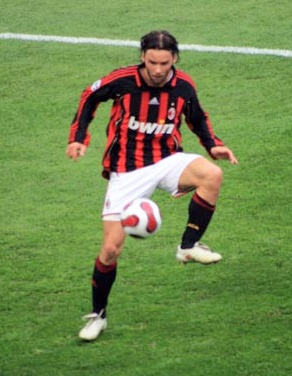
Jankulovski in azione con la maglia del Milan nel 2007 contro l'Atalanta

Le ottime prestazioni del giocatore spingono il Milan a prelevarlo dalla squadra bianconera nell'estate 2005 per 8,5 milioni di euro.
Nella prima stagione in rossonero non è schierato spesso in campo, a causa anche della frattura alla caviglia subito nel finale della stagione precedente nella partita di Coppa Italia contro la Roma per un duro intervento di Cufré che lo aveva costretto ad operarsi e stare fermo per 3 mesi, iniziando in ritardo la preparazione estiva. Dopo aver disputato il Mondiale 2006 con la Nazionale ceca inizia la seconda stagione con la maglia rossonera da protagonista, inanellando una serie di prestazioni convincenti impreziosite da gol decisivi (come quello contro l'Ascoli) e spingendo l'allenatore Carlo Ancelotti a puntare su di lui in molte occasioni, diventando uno dei titolari inamovibili della squadra milanese. Gioca da titolare la finale della Champions League 2006-2007, vinta contro il Liverpool.
Il 31 agosto 2007 realizza, con un tiro al volo di sinistro da posizione defilata, la rete del parziale 2-1 nella finale della Supercoppa Europea contro il Siviglia, terminata 3-1 a favore dei rossoneri. Dopo il buon inizio di stagione, il giocatore ceco è costretto a fermarsi a causa di una lesione al menisco esterno del ginocchio destro subita in campionato contro l'Empoli il 21 ottobre 2007. Sempre nel 2007 è scelto come calciatore ceco dell'anno.
Le stagioni successive però non sono brillanti come quelle precedenti, essendo contrassegnate da parecchi infortuni, alcuni anche molto gravi, ed il giocatore è costretto a stare fuori dal campo a lungo e al suo ritorno non trova più sufficiente spazio in squadra.
Il 7 maggio 2011 vince lo scudetto con i rossoneri a due giornate dal termine del campionato grazie allo 0-0 contro la Roma e a fine stagione, alla scadenza del contratto, lascia la società rossonera dopo 158 partite ufficiali con 5 gol segnati.

#### Ritorno al Baník Ostrava
Il 10 ottobre 2011, dopo aver recuperato dall'infortunio al ginocchio occorsogli nella stagione precedente, decide di ritornare al Baník Ostrava, con cui firma un contratto annuale; sceglie la maglia numero 8. Il 15 ottobre seguente disputa la prima partita con il Baník Ostrava, subentrando a Zdeněk Šenkeřík nel corso della ripresa della gara conto lo Hradec Králové. Dopo solo 8 minuti, tuttavia, è costretto a lasciare il campo per via di un nuovo infortunio al legamento crociato anteriore del ginocchio sinistro. Il 20 febbraio 2012 annuncia la decisione di ritirarsi dall'attività agonistica.

### Nazionale
Jankulovski ha esordito nella Nazionale ceca l'8 febbraio 2000 a Hong Kong amichevole contro il Messico (2-1) e ha realizzato il primo gol il 1º novembre 2001 contro l'Islanda (qualificazioni ai Mondiali 2002, sconfitta per 3-1).
Con la Repubblica Ceca ha preso parte al Mondiale 2006, dove la sua nazionale, nello stesso girone dell'Italia, è stata eliminata nella fase a gironi, e agli Europei del 2000 (eliminazione nella fase a gironi), 2004 (eliminazione in semifinale dai futuri campioni della Grecia dopo i supplementari) ed è stato convocato per quelli del 2008.
Il 15 ottobre 2009, giorno dopo l'ultima partita di qualificazione ai Mondiali del 2010 contro l'Irlanda del Nord (0-0), conclusasi con la mancata qualificazione dei cechi, ha annunciato il suo ritiro dalla Nazionale dopo 78 presenze e 11 gol.

## Statistiche

### Presenze e reti nei club
Statistiche aggiornate al 15 ottobre 2011.
| Stagione             | Squadra              | Campionato           | Campionato | Campionato | Coppe nazionali | Coppe nazionali | Coppe nazionali | Coppe continentali | Coppe continentali | Coppe continentali | Altre coppe | Altre coppe | Altre coppe | Totale | Totale |
| Stagione             | Squadra              | Comp                 | Pres       | Reti       | Comp            | Pres            | Reti            | Comp               | Pres               | Reti               | Comp        | Pres        | Reti        | Pres   | Reti   |
| -------------------- | -------------------- | -------------------- | ---------- | ---------- | --------------- | --------------- | --------------- | ------------------ | ------------------ | ------------------ | ----------- | ----------- | ----------- | ------ | ------ |
| 1994-1995            | Baník Ostrava        | 1L                   | 1          | 0          | CRC             | ?               | ?               | -                  | -                  | -                  | -           | -           | -           | 1      | 0      |
| 1995-1996            | Baník Ostrava        | 1L                   | 9          | 1          | CRC             | ?               | ?               | -                  | -                  | -                  | -           | -           | -           | 9      | 1      |
| 1996-1997            | Baník Ostrava        | 1L                   | 21         | 1          | CRC             | ?               | ?               | -                  | -                  | -                  | -           | -           | -           | 21     | 1      |
| 1997-1998            | Baník Ostrava        | GL                   | 26         | 3          | CRC             | ?               | ?               | -                  | -                  | -                  | -           | -           | -           | 26     | 3      |
| 1998-1999            | Baník Ostrava        | GL                   | 26         | 2          | CRC             | ?               | ?               | -                  | -                  | -                  | -           | -           | -           | 26     | 2      |
| 1999-2000            | Baník Ostrava        | GL                   | 27         | 8          | CRC             | ?               | ?               | -                  | -                  | -                  | -           | -           | -           | 27     | 8      |
| 2000-2001            | Napoli               | A                    | 20         | 3          | CI              | 0               | 0               | -                  | -                  | -                  | -           | -           | -           | 20     | 3      |
| 2001-2002            | Napoli               | B                    | 31         | 5          | CI              | 2               | 1               | -                  | -                  | -                  | -           | -           | -           | 33     | 6      |
| Totale Napoli        | Totale Napoli        | Totale Napoli        | 51         | 8          |                 | 2               | 1               |                    | -                  | -                  |             | -           | -           | 53     | 9      |
| 2002-2003            | Udinese              | A                    | 27         | 5          | CI              | 2               | 0               | -                  | -                  | -                  | -           | -           | -           | 29     | 5      |
| 2003-2004            | Udinese              | A                    | 32         | 6          | CI              | 4               | 2               | CU                 | 2                  | 0                  | -           | -           | -           | 38     | 8      |
| 2004-2005            | Udinese              | A                    | 32         | 4          | CI              | 3               | 0               | CU                 | 2                  | 0                  | -           | -           | -           | 38     | 4      |
| Totale Udinese       | Totale Udinese       | Totale Udinese       | 91         | 15         |                 | 9               | 2               |                    | 4                  | 0                  |             | -           | -           | 104    | 17     |
| 2005-2006            | Milan                | A                    | 22         | 1          | CI              | 4               | 0               | UCL                | 2                  | 0                  | -           | -           | -           | 28     | 1      |
| 2006-2007            | Milan                | A                    | 33         | 3          | CI              | 4               | 0               | UCL                | 13                 | 0                  | -           | -           | -           | 50     | 3      |
| 2007-2008            | Milan                | A                    | 14         | 0          | CI              | 0               | 0               | UCL                | 3                  | 0                  | SU+Cmc      | 1+1         | 1+0         | 19     | 1      |
| 2008-2009            | Milan                | A                    | 31         | 0          | CI              | 1               | 0               | CU                 | 6                  | 0                  | -           | -           | -           | 38     | 0      |
| 2009-2010            | Milan                | A                    | 12         | 0          | CI              | 2               | 0               | UCL                | 2                  | 0                  | -           | -           | -           | 16     | 0      |
| 2010-2011            | Milan                | A                    | 5          | 0          | CI              | 1               | 0               | UCL                | 1                  | 0                  | -           | -           | -           | 7      | 0      |
| Totale Milan         | Totale Milan         | Totale Milan         | 117        | 4          |                 | 12              | 0               |                    | 27                 | 0                  |             | 2           | 1           | 158    | 5      |
| ott. 2011-feb. 2012  | Baník Ostrava        | GL                   | 1          | 0          | CRC             | 0               | 0               | -                  | -                  | -                  | -           | -           | -           | 1      | 0      |
| Totale Baník Ostrava | Totale Baník Ostrava | Totale Baník Ostrava | 111        | 15         |                 | ?               | ?               |                    | -                  | -                  |             | -           | -           | 111    | 15     |
| Totale carriera      | Totale carriera      | Totale carriera      | 370        | 42         |                 | 23              | 3               |                    | 31                 | 0                  |             | 2           | 1           | 426    | 46     |

### Cronologia presenze e reti in Nazionale
| Cronologia completa delle presenze e delle reti in nazionale ― Rep. Ceca | Cronologia completa delle presenze e delle reti in nazionale ― Rep. Ceca | Cronologia completa delle presenze e delle reti in nazionale ― Rep. Ceca | Cronologia completa delle presenze e delle reti in nazionale ― Rep. Ceca | Cronologia completa delle presenze e delle reti in nazionale ― Rep. Ceca | Cronologia completa delle presenze e delle reti in nazionale ― Rep. Ceca | Cronologia completa delle presenze e delle reti in nazionale ― Rep. Ceca | Cronologia completa delle presenze e delle reti in nazionale ― Rep. Ceca |
| Data                                                                     | Città                                                                    | In casa                                                                  | Risultato                                                                | Ospiti                                                                   | Competizione                                                             | Reti                                                                     | Note                                                                     |
| ------------------------------------------------------------------------ | ------------------------------------------------------------------------ | ------------------------------------------------------------------------ | ------------------------------------------------------------------------ | ------------------------------------------------------------------------ | ------------------------------------------------------------------------ | ------------------------------------------------------------------------ | ------------------------------------------------------------------------ |
| 5-2-2000                                                                 | Hong Kong                                                                | Hong Kong League XI                                                      | 2 – 2 dts (3 - 4 dtr)                                                    | Rep. Ceca                                                                | Lunar New Year Cup 2000 - Semifinale                                     | 1                                                                        |                                                                          |
| 8-2-2000                                                                 | Hong Kong                                                                | Messico                                                                  | 1 – 2                                                                    | Rep. Ceca                                                                | Lunar New Year Cup 2000 - Finale                                         | -                                                                        |                                                                          |
| 16-6-2000                                                                | Bruges                                                                   | Rep. Ceca                                                                | 1 – 2                                                                    | Francia                                                                  | Euro 2000 - 1º turno                                                     | -                                                                        |                                                                          |
| 21-6-2000                                                                | Liegi                                                                    | Danimarca                                                                | 0 – 2                                                                    | Rep. Ceca                                                                | Euro 2000 - 1º turno                                                     | -                                                                        |                                                                          |
| 16-8-2000                                                                | Ostrava                                                                  | Rep. Ceca                                                                | 0 – 1                                                                    | Slovenia                                                                 | Amichevole                                                               | -                                                                        |                                                                          |
| 25-4-2001                                                                | Praga                                                                    | Rep. Ceca                                                                | 1 – 1                                                                    | Belgio                                                                   | Amichevole                                                               | -                                                                        |                                                                          |
| 15-8-2001                                                                | Drnovice                                                                 | Rep. Ceca                                                                | 5 – 0                                                                    | Corea del Sud                                                            | Amichevole                                                               | -                                                                        |                                                                          |
| 1-9-2001                                                                 | Reykjavík                                                                | Islanda                                                                  | 3 – 1                                                                    | Rep. Ceca                                                                | Qual. Mondiali 2002                                                      | 1                                                                        |                                                                          |
| 5-9-2001                                                                 | Teplice                                                                  | Rep. Ceca                                                                | 3 – 2                                                                    | Malta                                                                    | Qual. Mondiali 2002                                                      | 1                                                                        |                                                                          |
| 6-10-2001                                                                | Praga                                                                    | Rep. Ceca                                                                | 6 – 0                                                                    | Bulgaria                                                                 | Qual. Mondiali 2002                                                      | -                                                                        |                                                                          |
| 10-11-2001                                                               | Bruxelles                                                                | Belgio                                                                   | 1 – 0                                                                    | Rep. Ceca                                                                | Qual. Mondiali 2002                                                      | -                                                                        |                                                                          |
| 14-11-2001                                                               | Praga                                                                    | Rep. Ceca                                                                | 0 – 1                                                                    | Belgio                                                                   | Qual. Mondiali 2002                                                      | -                                                                        |                                                                          |
| 27-3-2002                                                                | Cardiff                                                                  | Galles                                                                   | 0 – 0                                                                    | Rep. Ceca                                                                | Amichevole                                                               | -                                                                        |                                                                          |
| 17-4-2002                                                                | Giannina                                                                 | Grecia                                                                   | 0 – 0                                                                    | Rep. Ceca                                                                | Amichevole                                                               | -                                                                        |                                                                          |
| 18-5-2002                                                                | Praga                                                                    | Rep. Ceca                                                                | 1 – 0                                                                    | Italia                                                                   | Amichevole                                                               | -                                                                        |                                                                          |
| 12-10-2002                                                               | Chișinău                                                                 | Moldavia                                                                 | 0 – 2                                                                    | Rep. Ceca                                                                | Qual. Euro 2004                                                          | 1                                                                        |                                                                          |
| 16-10-2002                                                               | Teplice                                                                  | Rep. Ceca                                                                | 2 – 0                                                                    | Bielorussia                                                              | Qual. Euro 2004                                                          | -                                                                        |                                                                          |
| 12-2-2003                                                                | Saint-Denis                                                              | Francia                                                                  | 0 – 2                                                                    | Rep. Ceca                                                                | Amichevole                                                               | -                                                                        |                                                                          |
| 29-3-2003                                                                | Rotterdam                                                                | Paesi Bassi                                                              | 1 – 1                                                                    | Rep. Ceca                                                                | Qual. Euro 2004                                                          | -                                                                        |                                                                          |
| 2-4-2003                                                                 | Praga                                                                    | Rep. Ceca                                                                | 4 – 0                                                                    | Austria                                                                  | Qual. Euro 2004                                                          | 1                                                                        |                                                                          |
| 30-4-2003                                                                | Teplice                                                                  | Rep. Ceca                                                                | 4 – 0                                                                    | Turchia                                                                  | Amichevole                                                               | -                                                                        |                                                                          |
| 11-6-2003                                                                | Olomouc                                                                  | Rep. Ceca                                                                | 5 – 0                                                                    | Moldavia                                                                 | Qual. Euro 2004                                                          | -                                                                        |                                                                          |
| 6-9-2003                                                                 | Minsk                                                                    | Bielorussia                                                              | 1 – 3                                                                    | Rep. Ceca                                                                | Qual. Euro 2004                                                          | -                                                                        |                                                                          |
| 11-10-2003                                                               | Vienna                                                                   | Austria                                                                  | 2 – 3                                                                    | Rep. Ceca                                                                | Qual. Euro 2004                                                          | 1                                                                        |                                                                          |
| 15-11-2003                                                               | Teplice                                                                  | Rep. Ceca                                                                | 5 – 1                                                                    | Canada                                                                   | Amichevole                                                               | 1                                                                        |                                                                          |
| 18-2-2004                                                                | Palermo                                                                  | Italia                                                                   | 2 – 2                                                                    | Rep. Ceca                                                                | Amichevole                                                               | -                                                                        |                                                                          |
| 31-3-2004                                                                | Dublino                                                                  | Irlanda                                                                  | 2 – 1                                                                    | Rep. Ceca                                                                | Amichevole                                                               | -                                                                        |                                                                          |
| 28-4-2004                                                                | Praga                                                                    | Rep. Ceca                                                                | 0 – 1                                                                    | Giappone                                                                 | Amichevole                                                               | -                                                                        |                                                                          |
| 2-6-2004                                                                 | Praga                                                                    | Rep. Ceca                                                                | 3 – 1                                                                    | Bulgaria                                                                 | Amichevole                                                               | -                                                                        |                                                                          |
| 6-6-2004                                                                 | Teplice                                                                  | Rep. Ceca                                                                | 2 – 0                                                                    | Estonia                                                                  | Amichevole                                                               | -                                                                        |                                                                          |
| 15-6-2004                                                                | Aveiro                                                                   | Rep. Ceca                                                                | 2 – 1                                                                    | Lettonia                                                                 | Euro 2004 - 1º turno                                                     | -                                                                        |                                                                          |
| 19-6-2004                                                                | Aveiro                                                                   | Paesi Bassi                                                              | 2 – 3                                                                    | Rep. Ceca                                                                | Euro 2004 - 1º turno                                                     | -                                                                        |                                                                          |
| 27-6-2004                                                                | Porto                                                                    | Rep. Ceca                                                                | 3 – 0                                                                    | Danimarca                                                                | Euro 2004 - Quarti di finale                                             | -                                                                        |                                                                          |
| 1-7-2004                                                                 | Porto                                                                    | Rep. Ceca                                                                | 0 – 1 dts                                                                | Grecia                                                                   | Euro 2004 - Semifinale                                                   | -                                                                        |                                                                          |
| 18-8-2004                                                                | Praga                                                                    | Rep. Ceca                                                                | 0 – 0                                                                    | Grecia                                                                   | Amichevole                                                               | -                                                                        |                                                                          |
| 8-9-2004                                                                 | Amsterdam                                                                | Paesi Bassi                                                              | 2 – 0                                                                    | Rep. Ceca                                                                | Qual. Mondiali 2006                                                      | -                                                                        |                                                                          |
| 9-10-2004                                                                | Praga                                                                    | Rep. Ceca                                                                | 1 – 0                                                                    | Romania                                                                  | Qual. Mondiali 2006                                                      | -                                                                        |                                                                          |
| 13-10-2004                                                               | Erevan                                                                   | Armenia                                                                  | 0 – 3                                                                    | Rep. Ceca                                                                | Qual. Mondiali 2006                                                      | -                                                                        |                                                                          |
| 17-11-2004                                                               | Skopje                                                                   | Macedonia                                                                | 0 – 2                                                                    | Rep. Ceca                                                                | Qual. Mondiali 2006                                                      | -                                                                        |                                                                          |
| 9-2-2005                                                                 | Celje                                                                    | Slovenia                                                                 | 0 – 3                                                                    | Rep. Ceca                                                                | Amichevole                                                               | -                                                                        |                                                                          |
| 26-3-2005                                                                | Teplice                                                                  | Rep. Ceca                                                                | 4 – 3                                                                    | Finlandia                                                                | Qual. Mondiali 2006                                                      | -                                                                        |                                                                          |
| 30-3-2005                                                                | Andorra la Vella                                                         | Andorra                                                                  | 0 – 4                                                                    | Rep. Ceca                                                                | Qual. Mondiali 2006                                                      | 1                                                                        |                                                                          |
| 3-9-2005                                                                 | Costanza                                                                 | Romania                                                                  | 2 – 0                                                                    | Rep. Ceca                                                                | Qual. Mondiali 2006                                                      | -                                                                        |                                                                          |
| 12-11-2005                                                               | Oslo                                                                     | Norvegia                                                                 | 0 – 1                                                                    | Rep. Ceca                                                                | Qual. Mondiali 2006                                                      | -                                                                        |                                                                          |
| 16-11-2005                                                               | Praga                                                                    | Rep. Ceca                                                                | 1 – 0                                                                    | Norvegia                                                                 | Qual. Mondiali 2006                                                      | -                                                                        |                                                                          |
| 1-3-2006                                                                 | Smirne                                                                   | Turchia                                                                  | 2 – 2                                                                    | Rep. Ceca                                                                | Amichevole                                                               | -                                                                        |                                                                          |
| 26-5-2006                                                                | Innsbruck                                                                | Rep. Ceca                                                                | 2 – 0                                                                    | Arabia Saudita                                                           | Amichevole                                                               | 1                                                                        |                                                                          |
| 30-5-2006                                                                | Jablonec nad Nisou                                                       | Rep. Ceca                                                                | 1 – 0                                                                    | Costa Rica                                                               | Amichevole                                                               | -                                                                        |                                                                          |
| 3-6-2006                                                                 | Praga                                                                    | Rep. Ceca                                                                | 3 – 0                                                                    | Trinidad e Tobago                                                        | Amichevole                                                               | -                                                                        |                                                                          |
| 12-6-2006                                                                | Gelsenkirchen                                                            | Stati Uniti                                                              | 0 – 3                                                                    | Rep. Ceca                                                                | Mondiali 2006 - 1º turno                                                 | -                                                                        |                                                                          |
| 17-6-2006                                                                | Colonia                                                                  | Rep. Ceca                                                                | 0 – 2                                                                    | Ghana                                                                    | Mondiali 2006 - 1º turno                                                 | -                                                                        |                                                                          |
| 22-6-2006                                                                | Norimberga                                                               | Rep. Ceca                                                                | 0 – 2                                                                    | Italia                                                                   | Mondiali 2006 - 1º turno                                                 | -                                                                        |                                                                          |
| 16-8-2006                                                                | Uherské Hradiště                                                         | Rep. Ceca                                                                | 1 – 3                                                                    | Serbia                                                                   | Amichevole                                                               | -                                                                        |                                                                          |
| 2-9-2006                                                                 | Teplice                                                                  | Rep. Ceca                                                                | 2 – 1                                                                    | Galles                                                                   | Qual. Euro 2008                                                          | -                                                                        |                                                                          |
| 6-9-2006                                                                 | Bratislava                                                               | Slovacchia                                                               | 0 – 3                                                                    | Rep. Ceca                                                                | Qual. Euro 2008                                                          | -                                                                        |                                                                          |
| 7-10-2006                                                                | Liberec                                                                  | Rep. Ceca                                                                | 7 – 0                                                                    | San Marino                                                               | Qual. Euro 2008                                                          | -                                                                        |                                                                          |
| 11-10-2006                                                               | Dublino                                                                  | Irlanda                                                                  | 1 – 1                                                                    | Rep. Ceca                                                                | Qual. Euro 2008                                                          | -                                                                        |                                                                          |
| 7-2-2007                                                                 | Bruxelles                                                                | Belgio                                                                   | 0 – 2                                                                    | Rep. Ceca                                                                | Amichevole                                                               | -                                                                        |                                                                          |
| 24-3-2007                                                                | Praga                                                                    | Rep. Ceca                                                                | 1 – 2                                                                    | Germania                                                                 | Qual. Euro 2008                                                          | -                                                                        |                                                                          |
| 28-3-2007                                                                | Liberec                                                                  | Rep. Ceca                                                                | 1 – 0                                                                    | Cipro                                                                    | Qual. Euro 2008                                                          | -                                                                        |                                                                          |
| 2-6-2007                                                                 | Cardiff                                                                  | Galles                                                                   | 0 – 0                                                                    | Rep. Ceca                                                                | Qual. Euro 2008                                                          | -                                                                        |                                                                          |
| 8-9-2007                                                                 | San Marino                                                               | San Marino                                                               | 0 – 3                                                                    | Rep. Ceca                                                                | Qual. Euro 2008                                                          | 1                                                                        |                                                                          |
| 12-9-2007                                                                | Praga                                                                    | Rep. Ceca                                                                | 1 – 0                                                                    | Irlanda                                                                  | Qual. Euro 2008                                                          | 1                                                                        |                                                                          |
| 27-5-2008                                                                | Praga                                                                    | Rep. Ceca                                                                | 2 – 0                                                                    | Lituania                                                                 | Amichevole                                                               | -                                                                        |                                                                          |
| 30-5-2008                                                                | Praga                                                                    | Rep. Ceca                                                                | 3 – 1                                                                    | Scozia                                                                   | Amichevole                                                               | -                                                                        |                                                                          |
| 7-6-2008                                                                 | Basilea                                                                  | Svizzera                                                                 | 0 – 1                                                                    | Rep. Ceca                                                                | Euro 2008 - 1º turno                                                     | -                                                                        |                                                                          |
| 11-6-2008                                                                | Ginevra                                                                  | Rep. Ceca                                                                | 1 – 3                                                                    | Portogallo                                                               | Euro 2008 - 1º turno                                                     | -                                                                        |                                                                          |
| 15-6-2008                                                                | Ginevra                                                                  | Turchia                                                                  | 3 – 2                                                                    | Rep. Ceca                                                                | Euro 2008 - 1º turno                                                     | -                                                                        |                                                                          |
| 20-8-2008                                                                | Londra                                                                   | Inghilterra                                                              | 2 – 2                                                                    | Rep. Ceca                                                                | Amichevole                                                               | 1                                                                        |                                                                          |
| 10-9-2008                                                                | Belfast                                                                  | Irlanda del Nord                                                         | 0 – 0                                                                    | Rep. Ceca                                                                | Qual. Mondiali 2010                                                      | -                                                                        |                                                                          |
| 11-10-2008                                                               | Chorzów                                                                  | Polonia                                                                  | 2 – 1                                                                    | Rep. Ceca                                                                | Qual. Mondiali 2010                                                      | -                                                                        |                                                                          |
| 15-10-2008                                                               | Teplice                                                                  | Rep. Ceca                                                                | 1 – 0                                                                    | Slovenia                                                                 | Qual. Mondiali 2010                                                      | -                                                                        |                                                                          |
| 19-11-2008                                                               | Serravalle                                                               | San Marino                                                               | 0 – 3                                                                    | Rep. Ceca                                                                | Qual. Mondiali 2010                                                      | -                                                                        |                                                                          |
| 28-3-2009                                                                | Maribor                                                                  | Slovenia                                                                 | 0 – 0                                                                    | Rep. Ceca                                                                | Qual. Mondiali 2010                                                      | -                                                                        |                                                                          |
| 1-4-2009                                                                 | Praga                                                                    | Rep. Ceca                                                                | 1 – 2                                                                    | Slovacchia                                                               | Qual. Mondiali 2010                                                      | -                                                                        |                                                                          |
| 12-8-2009                                                                | Teplice                                                                  | Rep. Ceca                                                                | 3 – 1                                                                    | Belgio                                                                   | Amichevole                                                               | -                                                                        |                                                                          |
| 5-9-2009                                                                 | Bratislava                                                               | Slovacchia                                                               | 2 – 2                                                                    | Rep. Ceca                                                                | Qual. Mondiali 2010                                                      | -                                                                        |                                                                          |
| 10-10-2009                                                               | Praga                                                                    | Rep. Ceca                                                                | 2 – 0                                                                    | Polonia                                                                  | Qual. Mondiali 2010                                                      | -                                                                        |                                                                          |
| 14-10-2009                                                               | Praga                                                                    | Rep. Ceca                                                                | 0 – 0                                                                    | Irlanda del Nord                                                         | Qual. Mondiali 2010                                                      | -                                                                        |                                                                          |
| Totale                                                                   |                                                                          | Presenze (9º posto)                                                      | 79                                                                       |                                                                          | Reti                                                                     | 12                                                                       |                                                                          |

## Palmarès

### Club

#### Competizioni nazionali
- Campionato italiano: 1

Milan: 2010-2011

#### Competizioni internazionali
- UEFA Champions League: 1

Milan: 2006-2007
- Supercoppa UEFA: 1

Milan: 2007
- Coppa del mondo per club: 1

Milan: 2007

### Individuale
- Calciatore ceco dell'anno: 1

2007